# Pavel Plaskonny
Pavel Sjarheevič Plaskonny (in bielorusso Павел Сяргеевіч Пласконны?; in russo Павел Сергеевич Пласконный?, Pavel Sergeevič Plaskonnyj; Minsk, 29 gennaio 1985) è un ex calciatore bielorusso, di ruolo difensore.

## Carriera

### Club
Durante la sua carriera ha giocato con varie squadre di club, tra cui principalmente lo Šachcër Salihorsk.

### Nazionale
Ha giocato nella nazionale bielorussa Under-21.
Conta 16 presenze ed una rete con la nazionale bielorussa.

## Palmarès

### Giocatore

#### Competizioni nazionali
- Campionato bielorusso: 1

Šachcër Salihorsk: 2005